# Iuja
Iuja —Южа (rus)— és una ciutat de l'óblast d'Ivànovo, a Rússia. El 2020 tenia 12.229 habitants.